# قره‌شهر
قره‌شهر یا یانچی (به لاتین: Karasahr) شهری باستانی در جادهٔ ابریشم است. این شهر امروزه مرکز شهرستان خودمختار یانگی‌هوئی در ولایت خودمختار بایینغولین مغول واقع در منطقهٔ خودمختار سین‌کیانگ در شمال‌غربی چین است.
قره‌شهر در سرشماری سال ۲۰۰۶ جمعیتی برابر با ۲۹ هزار نفر داشت. جمعیت این شهر در سال ۲۰۰۶ به ۳۱ هزار و ۷۷۳ نفر رسید. از این تعداد ۱۶ هزار و ۳۲ نفر از قوم هان و ۷٬۷۸۱ نفر از قوم هوئی، ۷٬۱۵۴ نفر اویغور، ۶۲۸ نفر مغول و ۱۷۸ نفر نیز از اقوام دیگر بودند.
این شهر از شبکهٔ مواصلاتی خوبی برخوردار است و در کنار رود کایدو که در قدیم لیوشا نامیده می‌شد، واقع است. شاهراه ملی شمارهٔ ۳۱۴ چین و راه‌آهن جنوب سین‌کیانگ نیز از آن گذر می‌کند. قره‌شهر مرکز مهم توزیع کالا و از مراکز کسب و کار منطقه‌ای است. ۱۰ شهرستان به شهر قره‌شهر وابسته هستند.
قره‌شهر جمعیت بزرگی از مسلمانان را در خود جای داده و مساجد پرشماری نیز دارد.

## پیشینه
نخستین ساکنان این منطقه از تبار هندواروپایی بودند و خود را آرشی می‌نامیدند. زبان آن‌ها که در سدهٔ بیستم دوباره شناسایی شد و به نام زبان تخاری الف معروف شد. مردم شهر و خود شهر نیز آگنی نامیده می‌شد که به احتمال زیاد نامی بود که مردم هندوایرانی منطقه به آن‌ها داده بودند و معنی آن آتش است. ژوان‌زانگ راهب بودایی سدهٔ هفتم واژهٔ آگنی را در چینی به صورت او-کی-نی نگاشته‌است.
آرشی با فرهنگ‌های تخاری دیگر منطقه هم‌مرز بود. بیشتر این مناطق نیز زبان‌هایی نزدیک به زبان تخاری آرشی داشتند، از جمله کوچا و گومو (آق‌سو امروزی) در غرب، تورفان در شرق و جنوب؛ و لولان.
در چین، منابع دودمان هان از این شهر با نام یانچی (همان آرشی/آگنی) ذکر کرده و از آن به عنوان شهری نسبتاً بزرگ و یک قلمرو مهم همسایه خود یاد می‌کنند. برپایهٔ کتاب هان، مملکت‌های مختلف غرب، از جمله یانچی، توسط کوچ‌نشینان شیونگ‌نو کنترل می‌شد، اما این مناطق پس از آن تحت نفوذ دودمان هان درآمد. این امر پس از آن اتفاق افتاد که هان‌ها علیه دایوآن (فرغانه) در اواخر سدهٔ دوم میلادی دست به نمایش قدرت زدند.
از سدهٔ یکم پیش از میلاد به این سو بسیاری از جمعیت حوضه تاریم، از جمله مردم آرشی به آیین بودا گرویدند و در پی آن، زبان‌های هندوایرانی، همچون پالی، سانسکریت، باختری، گندهاری و سکایی ختن به این منطقه نفوذ کردند.
شهر آرشی از آن زمان عموماً به نام آگنی معروف شد. تاریخ‌دانان تقریباً اطمینان دارند که نام آن از واژهٔ سانسکریت آگنی (अग्नि) به معنای آتش گرفته شده‌است. نام‌هایی نظیر آگنی‌دِشا (अग्निदेश) و آگنی‌ویسایه که هردو به معنای «شهر آتش» هستند هم در متون بودایی ثبت شده‌اند.